# 捷豹D-Type
捷豹D-Type是捷豹汽車在1954年至1957年間專門為勒芒24小时耐力赛生產的一款賽車，使用直列六缸捷豹XK6引擎，很多機械部件繼承自前身C-Type，但車體結構大不相同。這款車採用单体横造，更符合空氣動力學，安裝了飛機上使用的垂直穩定翼。
其排量最初為3.4升，1957年增加到3.8升，1958年又減少到3.0升。它總共供應過18個廠商車隊，在1955、1956和1957年贏下勒芒24小时耐力赛。此外，捷豹XKSS是其道路版。
2016年，一輛1955年版的捷豹D-Type以1980萬美元的價格在蘇富比成交。

## 設計

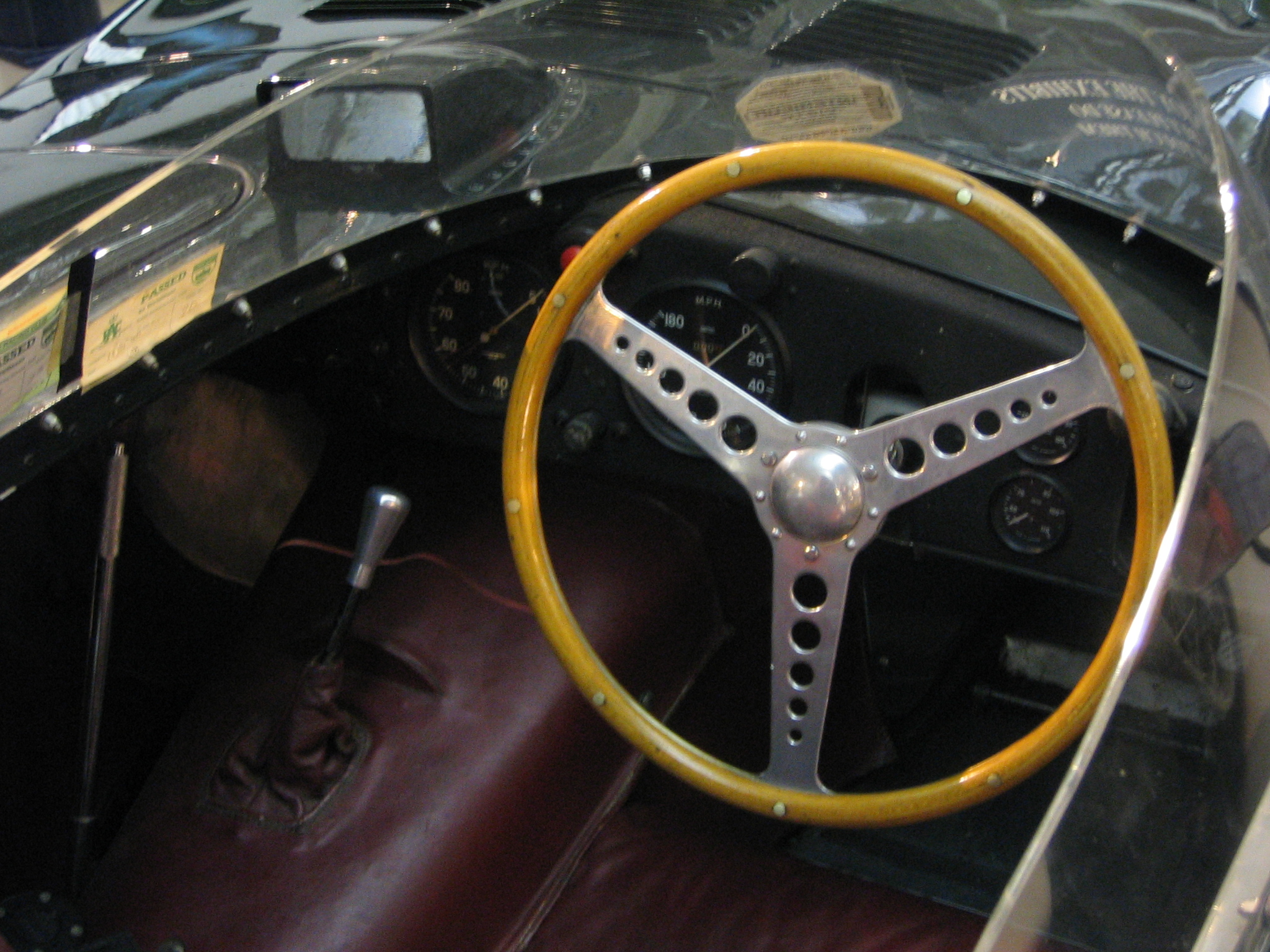
內部

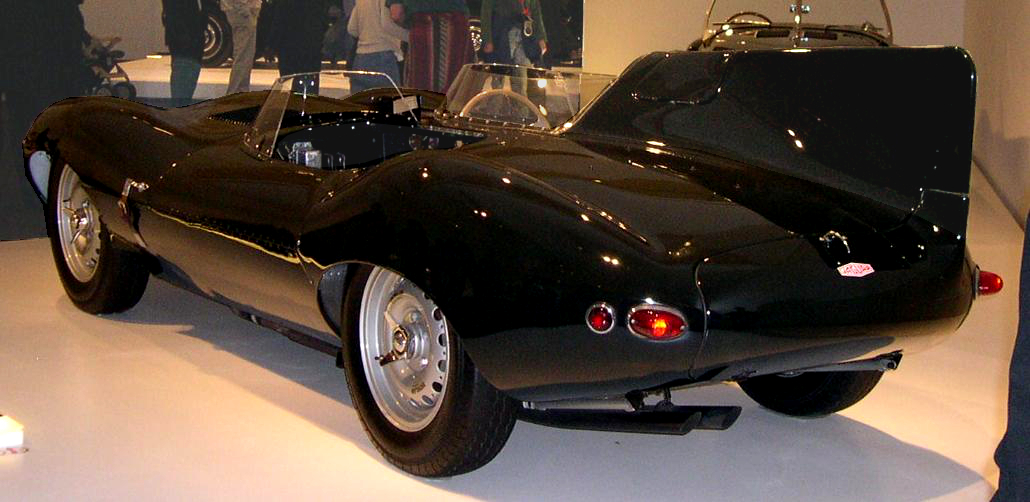
尾部

它由捷豹的首席工程師和設計總監威廉·海耶斯設計，吸取了飛機上所用的一些技術，這在當時是具有創新意義的。駕駛室採用单体横造，用鋁合金製成。橢圓形的車身和較小的橫截面使得它擁有更高的抗扭刚度，也能有效减阻。

## 外部連接
- Coventry Racers （页面存档备份，存于）
- Steve McQueen's XKSS （页面存档备份，存于）